# 中区 (釜山広域市)

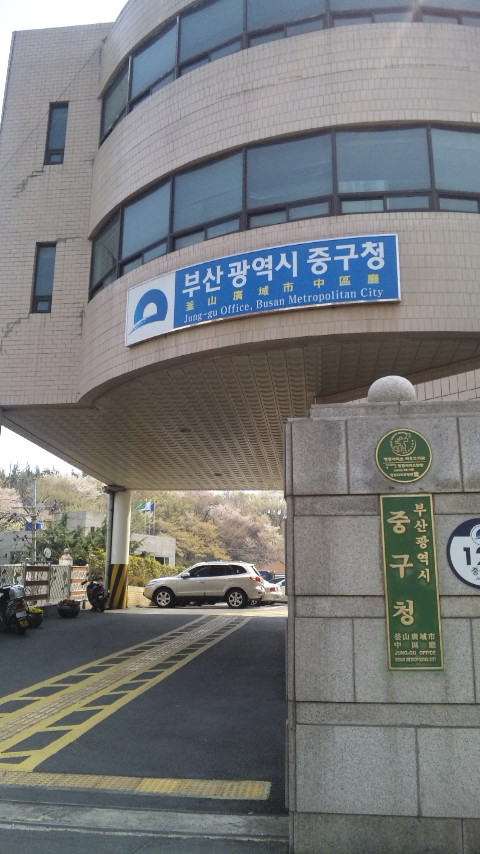
中区庁舎

中区（チュンく）は、大韓民国釜山広域市の南部に位置する区。釜山の旧市街地にあたる。
釜山港国際旅客ターミナルや龍頭山公園、繁華街南浦洞やチャガルチ市場を擁する。金融機関や企業の本支店も置かれ、現在も釜山の経済・交通・観光の中心地である。

## 歴史
朝鮮王朝時代、龍頭山を中心とする本区の一帯には倭館（草梁倭館）が置かれていた。倭館の主要施設であった宴大庁の名は、区の東西を貫く大庁路の名称に名残をとどめている。
1876年、日朝修好条規により釜山港が開港地となると、税関などの主要港湾施設が本区内に置かれ、港に隣接して釜山駅も建設された。現在の中央洞には釜山府庁が置かれていた。釜山府庁は大韓民国成立後は市庁となった。区内に置かれていた行政機関は郊外への移転が進み、市庁も1999年に移転して跡地では再開発が行われている。
倭館時代から本区は日本人居留地であったこともあり、日本家屋がそのまま残されていることがある。

### 年表
- 1876年2月27日 - 釜山開港。
- 1914年4月1日 - 釜山府が設置される。
- 1949年8月15日 - 釜山府、釜山市に改称。
- 1951年9月1日 - 釜山市、中部出張所を開設。
- 1957年1月1日 - 釜山市中央洞・東光洞・伏兵洞・宝水洞・富平洞・新昌洞・昌善洞・光復洞・南浦洞・瀛州洞・大庁洞および大橋路・忠武洞・大昌洞のそれぞれ一部(中部出張所)の地域をもって、釜山市中区を設置。
- 1963年1月1日 - 釜山市が釜山直轄市となる。釜山直轄市中区となる。
- 1995年1月1日 - 釜山直轄市が釜山広域市に名称変更。釜山広域市中区となる。
- 1999年 - 釜山広域市庁舎が蓮堤区（現在地）に移転。

## 行政

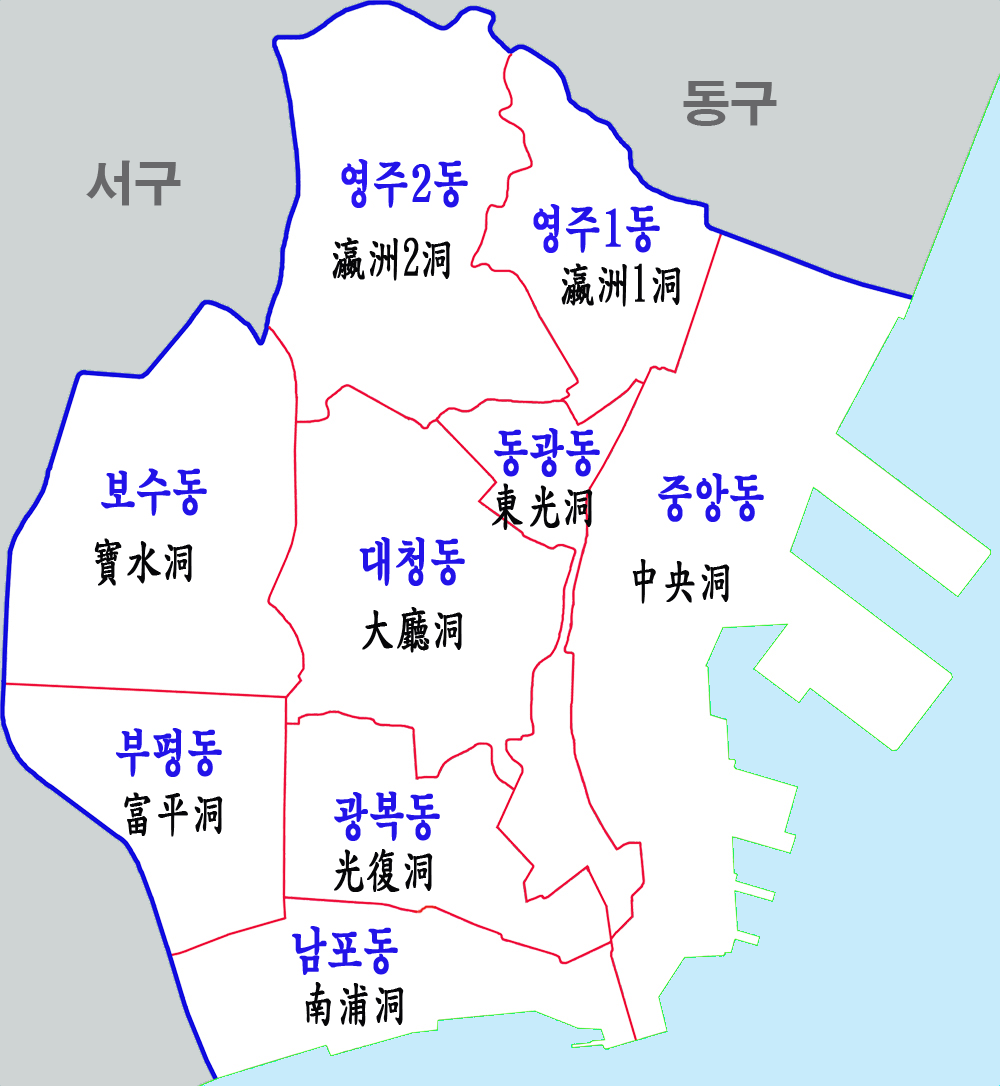
行政区域図

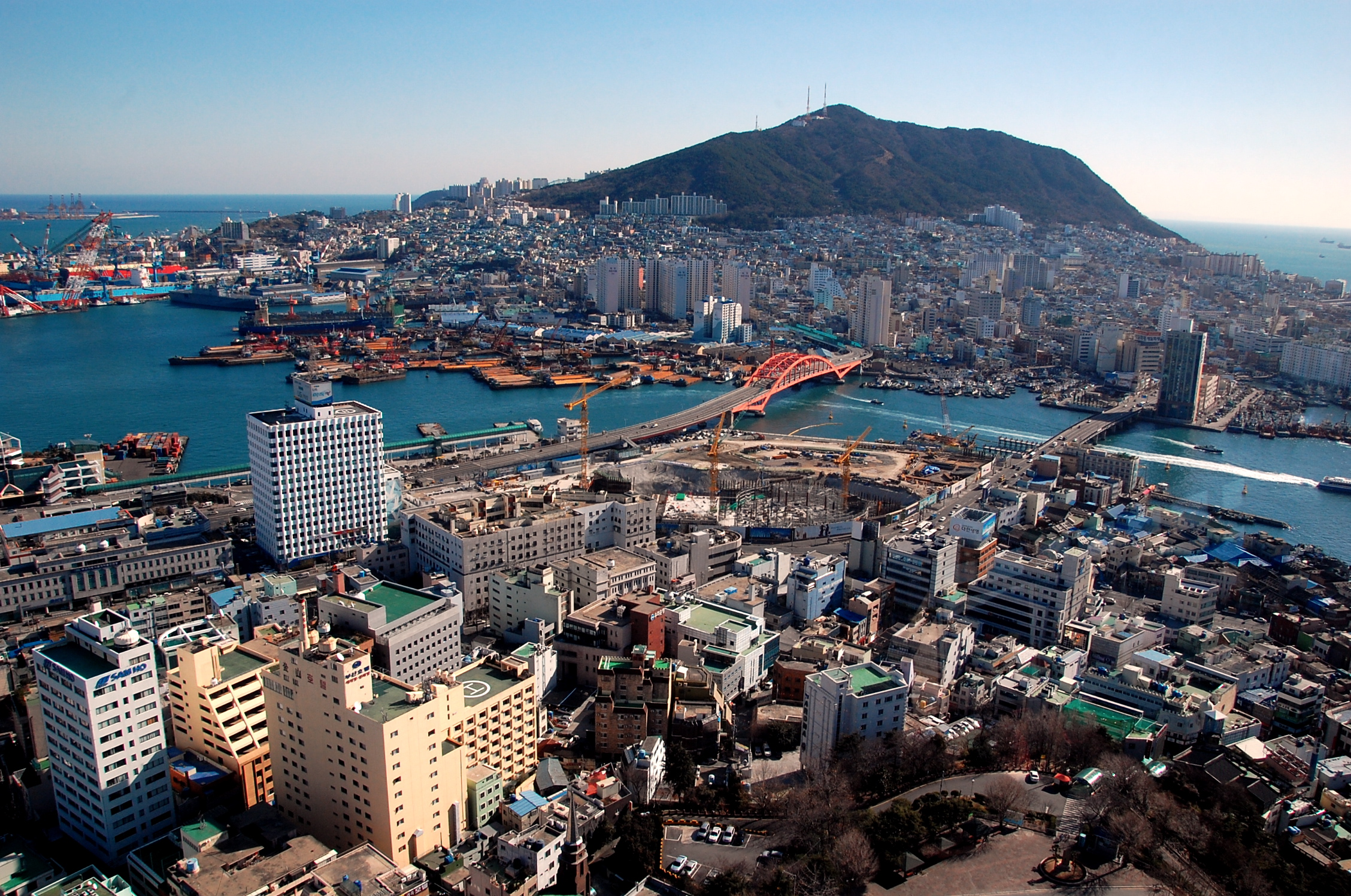
釜山タワーから南側（中央洞方面）を望む（2008年1月）

法定洞は8洞、行政洞は9洞からなる。区庁は大庁洞にある。区庁長はキム・ウンシク。
| 行政洞                            | 法定洞                                                                                            |
| --------------------------------- | ------------------------------------------------------------------------------------------------- |
| 瀛州第1洞（ヨンジュジェイルトン） | 瀛州洞、大昌洞2街                                                                                 |
| 瀛州第2洞（ヨンジュジェイドン）   | 瀛州洞                                                                                            |
| 富平洞（プピョンドン）            | 富平洞1街、富平洞2街、富平洞3街、富平洞4街                                                        |
| 中央洞（チュンアンドン）          | 大昌洞1街、中央洞1街、中央洞2街、中央洞3街、中央洞4街、中央洞5街、中央洞6街、中央洞7街            |
| 光復洞（クァンボクトン）          | 新昌洞1街、新昌洞2街、新昌洞3街、新昌洞4街、昌善洞1街、昌善洞2街、光復洞1街、光復洞2街、光復洞3街 |
| 南浦洞（ナンポドン）              | 南浦洞1街、南浦洞2街、南浦洞3街、南浦洞4街、南浦洞5街、南浦洞6街                                  |
| 宝水洞（ポスドン）                | 宝水洞1街、宝水洞2街、宝水洞3街                                                                   |
| 東光洞（トングァンドン）          | 東光洞1街、東光洞2街、東光洞3街、東光洞4街、東光洞5街                                             |
| 大庁洞（テチョンドン）            | 大庁洞1街、大庁洞2街、大庁洞3街、大庁洞4街                                                        |

### 警察
- 釜山中部警察署

### 消防
- 中部消防署
  - 中央119安全センター
  - 昌善119安全センター

## 交通

### 鉄道
- 釜山都市鉄道1号線
  - チャガルチ駅 - 南浦駅 - 中央駅

## 施設
- 龍頭山公園 - 釜山タワー
- チャガルチ市場
- 国際市場
- 白山記念館
- 釜山近代歴史館
- 民主公園 - 釜山民主抗争記念館
- 釜山港国際旅客ターミナル
- 影島大橋
- 40階段